# Dansspindlar
Dansspindlar (Oonopidae) är en familj av spindlar som beskrevs av Eugène Simon 1890.
Dansspindlar ingår i ordningen spindlar, klassen spindeldjur, fylumet leddjur och riket djur. Enligt Catalogue of Life omfattar familjen Oonopidae 487 arter.

## Dottertaxa till dansspindlar, i alfabetisk ordning[1][2]
- Anophthalmoonops
- Aprusia
- Aridella
- Australoonops
- Blanioonops
- Brignolia
- Caecoonops
- Calculus
- Camptoscaphiella
- Cousinea
- Coxapopha
- Decuana
- Diblemma
- Dysderina
- Dysderoides
- Epectris
- Farqua
- Ferchestina
- Gamasomorpha
- Grymeus
- Heteroonops
- Hypnoonops
- Hytanis
- Ischnothyrella
- Ischnothyreus
- Kapitia
- Khamisia
- Kijabe
- Lionneta
- Lisna
- Lucetia
- Marsupopaea
- Matyotia
- Megabulbus
- Megaoonops
- Myrmecoscaphiella
- Myrmopopaea
- Neoxyphinus
- Nephrochirus
- Oonopinus
- Oonopoides
- Oonops
- Opopaea
- Orchestina
- Ovobulbus
- Patri
- Pelicinus
- Pescennina
- Plectoptilus
- Prida
- Prodysderina
- Pseudoscaphiella
- Pseudotriaeris
- Scaphiella
- Semibulbus
- Silhouettella
- Simonoonops
- Socotroonops
- Stenoonops
- Sulsula
- Tapinesthis
- Telchius
- Termitoonops
- Triaeris
- Trilacuna
- Unicorn
- Wanops
- Xestaspis
- Xiombarg
- Xyccarph
- Xyphinus
- Yumates
- Zyngoonops